# Йота¹ Весов
Йота¹ Весов (лат. ι¹ Librae), 24 Весов (лат. 24 Librae), HD 134759 — кратная звезда в созвездии Весов на расстоянии приблизительно 426 световых лет (около 131 парсека) от Солнца. Видимая звёздная величина звезды — +4,54m.
Орбитальный период первого и второго компонентов — около 23,469 лет. Их разделяют в среднем около 15 а.е.
Орбитальный период третьего и четвёртого компонентов — не менее 2700 лет. Их разделяют около 230 а.е.
Орбитальный период первой и второй пар компонентов — около 8163,16 лет. Их разделяют не менее 6600 а.е. (чуть менее угловой минуты).

## Характеристики
Первый компонент — белая или бело-голубая звезда спектрального класса ApSi или B9IVpSi. Масса — около 3,1 солнечных, радиус — около 2,83 солнечных, светимость — около 277 солнечных. Эффективная температура — около 11000 К.
Второй компонент — бело-голубая звезда спектрального класса B9. Масса — около 2,9 солнечных, светимость — около 94 солнечных.
Третий и четвёртый компоненты — жёлтые карлики спектрального класса G4V и G8V. Суммарная масса — около 1,7 солнечной.